# Superpoder
Superpoder és una habilitat sobrehumana especial o extraordinària que és més gran del que es considera normal. Els superpoders solen mostrar-se en còmics de ciència-ficció i fantasia, programes de televisió, videojocs i pel·lícules com l'atribut clau d'un superheroi. El concepte es va originar en els còmics i les revistes pulp nord-americanes dels anys 30 i 40, i gradualment s'ha anat introduint en altres gèneres i mitjans.
Els superpoders poden tenir orígens variats: un accident, un experiment deliberat, herència genètica, orígens no humans (extraterrestres, races fictícies, deïtats, etc.) i altres.

## Tipus de superpoders
- De desplaçament: afecten la forma en què el posseïdor es desplaça. La supervelocitat, el vol i el teletransport entrarien en aquest tipus.
- Habilitats físiques: són aquells que afecten les habilitats físiques de la persona, com la superforça, la invulnerabilitat, la supervelocitat, la superagilitat o la superelasticitat.
- Poders de manipulació física: són els que permeten un control sobre molècules, àtoms, elements, i forces físiques. En són exemple la invisibilitat, la intangibilitat (travessar objectes sòlids en un estat fantasmal), control de l'energia interna dels cossos i els sistemes per a controlar la seua temperatura, control de forces com la gravitatòria o magnètica (o fins i tot forces físiques fictícies), desintegració i fins i tot la reconstrucció atòmica (que permet crear elements i composts).
- Biopoders: que afecten la naturalesa biològica del posseïdor. El crit superagut, camuflatge camaleònic, regeneració de teixits, sentits augmentats, transformacions del cos en qualsevol material, energia o substància, entesa animal. Poders que controlen la grandària corporal, o poders que afecten la morfologia del posseïdor, que el dota per a respirar sota l'aigua, per a agafar-se a superfícies, etcètera.
- Poders mentals: poders pertanyents a la ment i a l'esperit. Telepatia, projecció astral, vidències, psicometria, en són exemples.
- Poders defensius: que doten el posseïdor d'una defensa extra. Generació de diferents tipus d'escuts són el més usual.
- Poders obtinguts a partir d'artefactes de poder.
- Màgia i encantaments.